# 菅谷駅
菅谷駅（すがやえき）は、福島県田村市滝根町菅谷字堂田（どうでん）にある、東日本旅客鉄道（JR東日本）磐越東線の駅である。磐越東線では最も海抜の高い駅である。

## 歴史

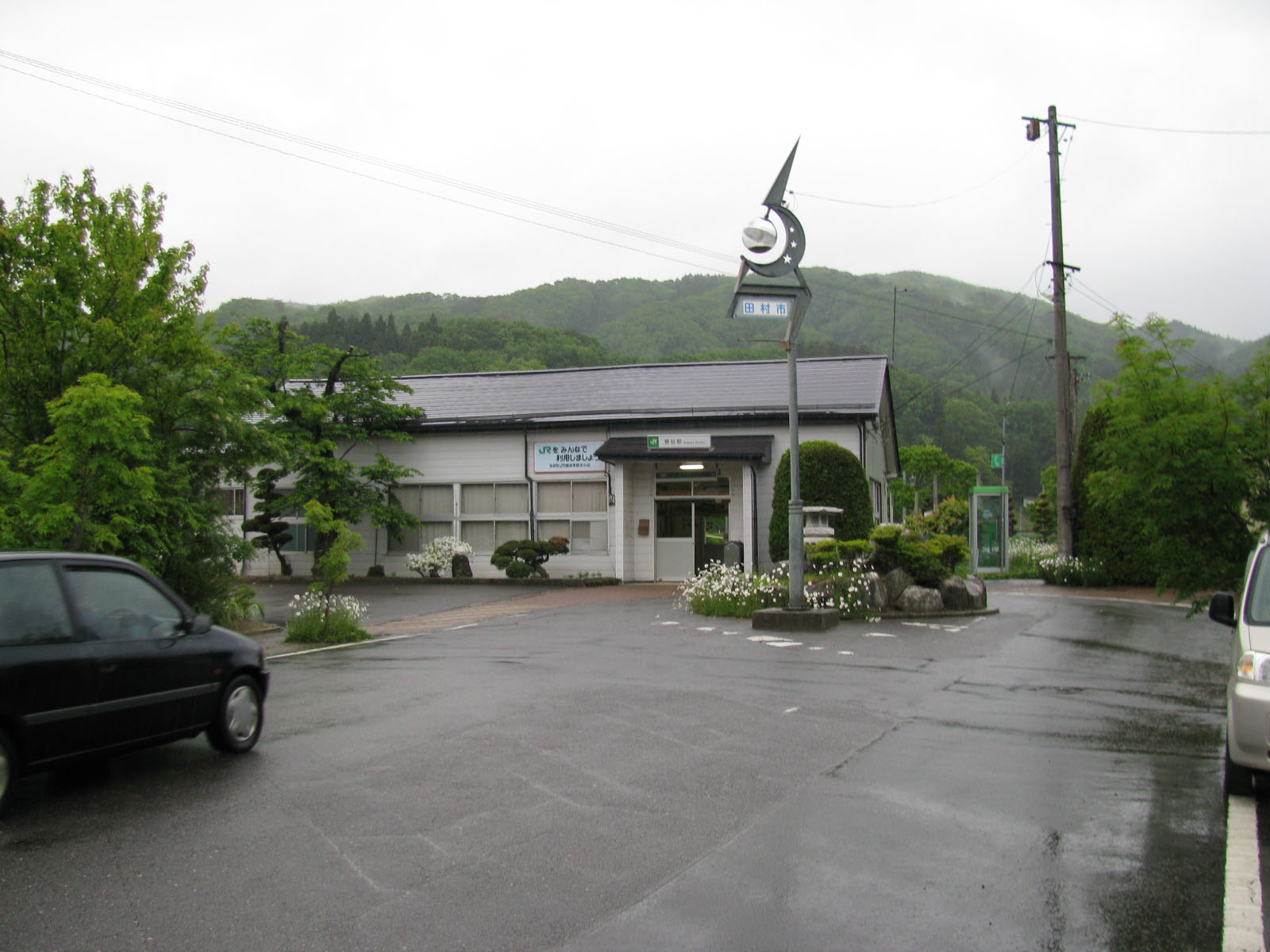
旧駅舎（2008年5月）

- 1948年（昭和23年）10月10日：開業[2][3][4]。
- 1972年（昭和47年）9月1日：貨物の取り扱いを廃止[4]。
- 1984年（昭和59年）2月1日：荷物の扱いを廃止[4]。
- 1986年（昭和61年）11月10日：無人化[6]。ただし、出札は小野新町駅派遣により継続。
- 1987年（昭和62年）4月1日：国鉄分割民営化に伴い、東日本旅客鉄道（JR東日本）の駅となる[3][4]。
- 1989年（平成元年）3月11日：簡易委託化。
- 2016年（平成28年）4月1日：三春駅の業務委託化により、管理駅を郡山駅に変更。
- 2020年（令和2年）2月8日：新駅舎の供用を開始[1][7][8]。
- 2024年（令和6年）
  - 3月30日：簡易委託を解除し、終日無人化[9]。
  - 10月1日：えきねっとQチケのサービスを開始[5][10]。

## 駅構造
単式ホーム1面1線を有する地上駅である。元々は1面2線で、旧下り線（2番線）を使用している。2020年（令和2年）2月8日に使用開始された駅舎は鉄骨造1階建て延べ床面積約34平方メートルで、近くにある入水鍾乳洞をイメージした石調の仕上げ材を用い、また磐越東線の分水界にあることから水が両側に流れていくことを表現した屋根の形状を採用している。
郡山駅管理の無人駅である。

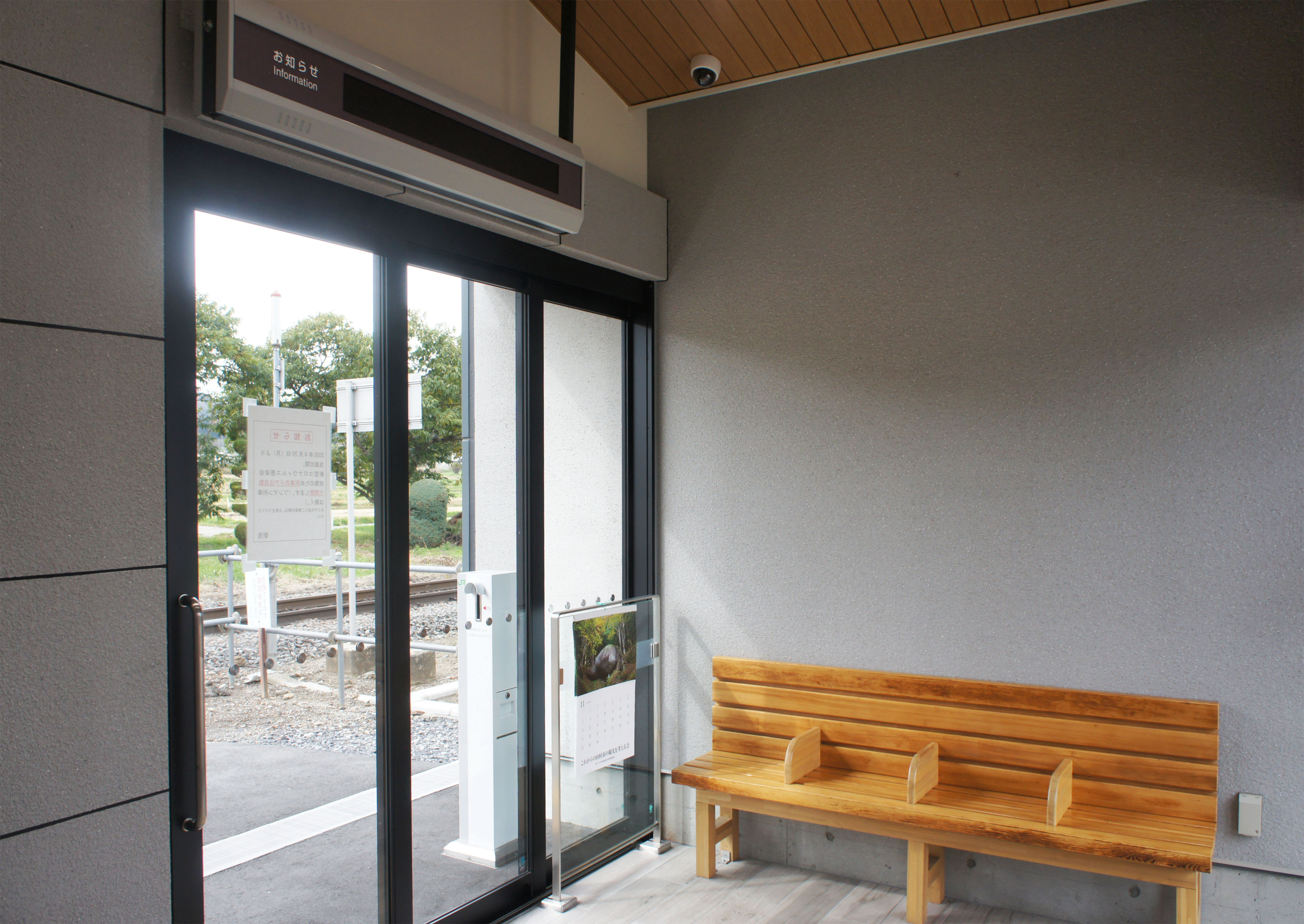
待合室（2021年10月）
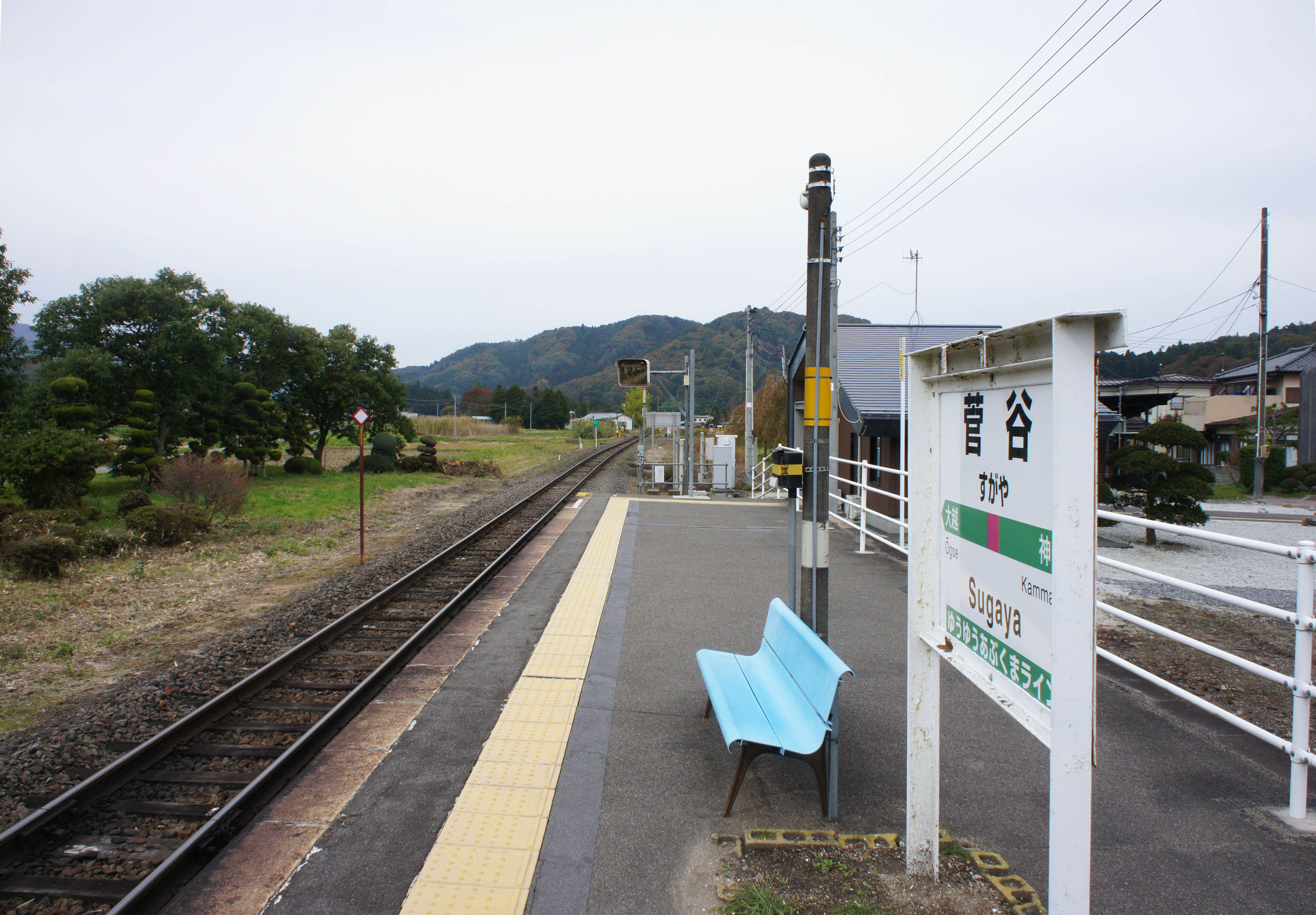
ホーム（2021年10月）

## 利用状況
JR東日本によると、2000年度（平成12年度）- 2022年度（令和4年度）の1日平均乗車人員の推移は以下のとおりであった。
| 1日平均乗車人員推移 | 1日平均乗車人員推移 | 1日平均乗車人員推移 | 1日平均乗車人員推移 | 1日平均乗車人員推移 |
| 年度                | 定期外              | 定期                | 合計                | 出典                |
| ------------------- | ------------------- | ------------------- | ------------------- | ------------------- |
| 2000年（平成12年）  |                     |                     | 137                 | [ 利用客数 1 ]      |
| 2001年（平成13年）  |                     |                     | 133                 | [ 利用客数 2 ]      |
| 2002年（平成14年）  |                     |                     | 131                 | [ 利用客数 3 ]      |
| 2003年（平成15年）  |                     |                     | 119                 | [ 利用客数 4 ]      |
| 2004年（平成16年）  |                     |                     | 112                 | [ 利用客数 5 ]      |
| 2005年（平成17年）  |                     |                     | 103                 | [ 利用客数 6 ]      |
| 2006年（平成18年）  |                     |                     | 102                 | [ 利用客数 7 ]      |
| 2007年（平成19年）  |                     |                     | 103                 | [ 利用客数 8 ]      |
| 2008年（平成20年）  |                     |                     | 102                 | [ 利用客数 9 ]      |
| 2009年（平成21年）  |                     |                     | 96                  | [ 利用客数 10 ]     |
| 2010年（平成22年）  |                     |                     | 99                  | [ 利用客数 11 ]     |
| 2011年（平成23年）  |                     |                     | 98                  | [ 利用客数 12 ]     |
| 2012年（平成24年）  | 13                  | 84                  | 98                  | [ 利用客数 13 ]     |
| 2013年（平成25年）  | 12                  | 81                  | 94                  | [ 利用客数 14 ]     |
| 2014年（平成26年）  | 11                  | 85                  | 96                  | [ 利用客数 15 ]     |
| 2015年（平成27年）  | 9                   | 87                  | 96                  | [ 利用客数 16 ]     |
| 2016年（平成28年）  | 7                   | 79                  | 87                  | [ 利用客数 17 ]     |
| 2017年（平成29年）  | 7                   | 67                  | 75                  | [ 利用客数 18 ]     |
| 2018年（平成30年）  | 7                   | 62                  | 69                  | [ 利用客数 19 ]     |
| 2019年（令和元年）  | 6                   | 60                  | 66                  | [ 利用客数 20 ]     |
| 2020年（令和02年）  | 3                   | 59                  | 62                  | [ 利用客数 21 ]     |
| 2021年（令和03年）  | 3                   | 56                  | 59                  | [ 利用客数 22 ]     |
| 2022年（令和04年）  | 3                   | 49                  | 53                  | [ 利用客数 23 ]     |

## 駅周辺
- 菅谷神社
- 郡山地方広域消防組合田村消防署滝根分署
- 滝根菅谷公民館
- 入水鍾乳洞
- 大滝根山
- 福島県道19号船引大越小野線
- 福島県道301号栗出菅谷線
- 福島県道381号あぶくま洞都路線

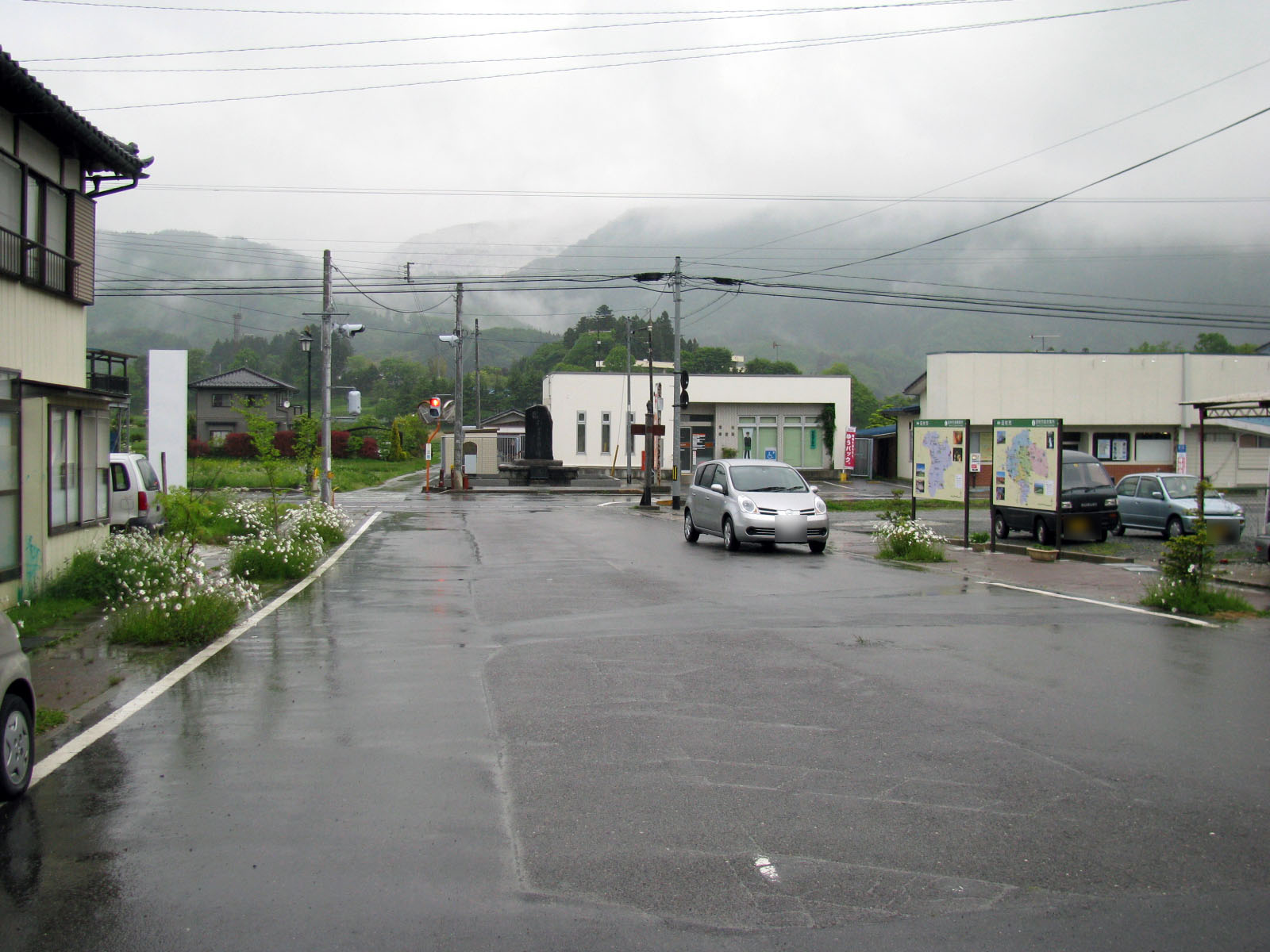
駅前

福島交通が路線バス（小野・猿内線）を運行していたが、廃止された。

## 隣の駅
東日本旅客鉄道（JR東日本）
■磐越東線
神俣駅 - 菅谷駅 - 大越駅

### 記事本文
1. 1 2 3 4  『磐越東線「菅谷駅」、東北本線「南福島駅」、「品井沼駅」が新しくなります』（PDF）（プレスリリース）東日本旅客鉄道仙台支社、2020年1月31日。オリジナルの2020年2月1日時点におけるアーカイブ。2020年2月1日閲覧。
2. 1 2 3 4 5 6 7 8 9  『週刊 JR全駅・全車両基地』 50号 郡山駅・会津若松駅・三春駅ほか、朝日新聞出版〈週刊朝日百科〉、2013年8月4日、27頁。
3. 1 2 3  曽根悟（監修）（著）、朝日新聞出版分冊百科編集部（編集）（編）「磐越西線・只見線・磐越東線」『週刊 歴史でめぐる鉄道全路線 国鉄・JR』第6号、朝日新聞出版、2009年8月16日、25頁。
4. 1 2 3 4 5  石野哲（編）『停車場変遷大事典 国鉄・JR編 Ⅱ』JTB、1998年、513頁。ISBN 978-4-533-02980-6。
5. 1 2  “駅の情報（菅谷駅）：JR東日本”.   東日本旅客鉄道. 2024年8月25日時点のオリジナルよりアーカイブ。2024年10月27日閲覧。
6. ↑  「通報 ●飯田線三河川合駅ほか186駅の駅員無配置について（旅客局）」『鉄道公報号外』日本国有鉄道総裁室文書課、1986年10月30日、12面。
7. ↑  「JR南福島駅「駅舎改築」2月22日から使用開始 菅谷駅は8日」『福島民友新聞』2020年2月1日。オリジナルの2020年2月1日時点におけるアーカイブ。2020年2月1日閲覧。
8. ↑  「モハユニ 鉄道記録帳 2020年2月・3月」『RAILFAN』第776号、鉄道友の会、2020年6月、34-39頁。
9. ↑  “JR磐越東線菅谷駅・神俣駅をご利用予定のお客様へ”.   あぶくま洞管理事務所. 2024年4月6日閲覧。
10. ↑  『Suicaエリア外もチケットレスで! 東北エリアから「えきねっとＱチケ」がはじまります』（PDF）（プレスリリース）東日本旅客鉄道、2024年7月11日。オリジナルの2024年7月11日時点におけるアーカイブ。2024年7月31日閲覧。

### 利用状況
1. ↑  “各駅の乗車人員（2000年度）”.   東日本旅客鉄道. 2019年2月24日閲覧。
2. ↑  “各駅の乗車人員（2001年度）”.   東日本旅客鉄道. 2019年2月24日閲覧。
3. ↑  “各駅の乗車人員（2002年度）”.   東日本旅客鉄道. 2019年2月24日閲覧。
4. ↑  “各駅の乗車人員（2003年度）”.   東日本旅客鉄道. 2019年2月24日閲覧。
5. ↑  “各駅の乗車人員（2004年度）”.   東日本旅客鉄道. 2019年2月24日閲覧。
6. ↑  “各駅の乗車人員（2005年度）”.   東日本旅客鉄道. 2019年2月24日閲覧。
7. ↑  “各駅の乗車人員（2006年度）”.   東日本旅客鉄道. 2019年2月24日閲覧。
8. ↑  “各駅の乗車人員（2007年度）”.   東日本旅客鉄道. 2019年2月24日閲覧。
9. ↑  “各駅の乗車人員（2008年度）”.   東日本旅客鉄道. 2019年2月24日閲覧。
10. ↑  “各駅の乗車人員（2009年度）”.   東日本旅客鉄道. 2019年2月24日閲覧。
11. ↑  “各駅の乗車人員（2010年度）”.   東日本旅客鉄道. 2019年2月24日閲覧。
12. ↑  “各駅の乗車人員（2011年度）”.   東日本旅客鉄道. 2019年2月24日閲覧。
13. ↑  “各駅の乗車人員（2012年度）”.   東日本旅客鉄道. 2019年2月24日閲覧。
14. ↑  “各駅の乗車人員（2013年度）”.   東日本旅客鉄道. 2019年2月24日閲覧。
15. ↑  “各駅の乗車人員（2014年度）”.   東日本旅客鉄道. 2019年2月24日閲覧。
16. ↑  “各駅の乗車人員（2015年度）”.   東日本旅客鉄道. 2019年2月24日閲覧。
17. ↑  “各駅の乗車人員（2016年度）”.   東日本旅客鉄道. 2019年2月24日閲覧。
18. ↑  “各駅の乗車人員（2017年度）”.   東日本旅客鉄道. 2019年2月24日閲覧。
19. ↑  “各駅の乗車人員（2018年度）”.   東日本旅客鉄道. 2024年10月27日閲覧。
20. ↑  “各駅の乗車人員（2019年度）”.   東日本旅客鉄道. 2020年7月18日閲覧。
21. ↑  “各駅の乗車人員（2020年度）”.   東日本旅客鉄道. 2021年7月30日閲覧。
22. ↑  “各駅の乗車人員（2021年度）”.   東日本旅客鉄道. 2022年8月13日閲覧。
23. ↑  “各駅の乗車人員（2022年度）”.   東日本旅客鉄道. 2023年7月12日閲覧。